# Тавр Кальвен
Кальвен Тавр (др.-греч. Καλβήνος Ταῦρος; II век н. э.) — древнегреческий философ-платоник. Возглавлял философскую школу в Афинах.

## Биография
Тавр происходил из Беритоса (Бейрут). Согласно «Хроникам Иеронима», своего акмха (конца четвертого десятилетия своей жизни) он достиг в 145 году; соответственно, он родился около 105 года. Жил в Афинах, где руководил платонической школой в традициях Академии Платона. Но это была не сама Академия, как когда-то считалось; это было уже в I веке до н. э. перестала существовать. Скорее, это была частная школа; Тавр преподавал в своем частном доме. По-видимому, он был самым важным учителем платонизма в Афинах того времени. Лишь двое из его учеников известны по именам: политик и покровитель Ирод Аттик и писатель Авл Геллий. Второй сопровождал Тавра в поездке в Дельфы, где они присутствовали на Пифийских играх в качестве зрителей. В более старых исследованиях это путешествие часто относили к 163 году; однако, согласно текущему состоянию исследований, датировка неопределенна. В Дельфах Тавр получил почетное гражданство для себя и своих детей и был удостоен почетной надписи. О смерти философа ничего не известно.

## Взгляды
Авл Геллий является важным источником информации о личности и учении Тавра; он передает многочисленные эпизоды, анекдоты и отчеты о веселых застольных беседах. Однако его уровень знаний был ограничен тем фактом, что он не имел права посещать курсы углубленного изучения философии. Воспроизведенные Авлом Геллием беседы, в которых одним из участников выступает Тавр, по содержанию заслуживают доверия. Важную роль сыграли советы и наставления по формированию характера. Любые вопросы можно было задать после официального инструктажа.
Авл Геллий подчеркивает доброту и мягкость своего учителя и изображает его как хорошо образованного учёного. Тавр очень хорошо знал диалоги Платона. Он сетовал на упадок образования, дилетантизм и высокомерное отношение многих людей, которые, казалось, были заинтересованы только в серьезном обучении. Согласно платоновской традиции, его отношение к риторике было дистанцированным, поскольку он видел в ней отвлечение от реальных философских задач. Он был особенно недоволен широко распространенным отсутствием философских настроений среди тех, кто хотел у него учиться. Среди прочего он привел в пример предосудительной поверхностности человека, которого произведения Платона интересовали не из-за содержания, а потому, что он надеялся улучшить свои лингвистические способности, читая их.

## Наследие
Согласно византийской энциклопедии «Суда», Тавр написал трактаты «О различии учений Платона и Аристотеля» и «О телах и бестелесных вещах» и многие другие. По словам Геллия, он написал обширные комментарии к диалогам Платона (называются «Горгий» и «Тимей») и написал памфлет, в котором критиковал учение стоиков с платонической точки зрения и обвинял стоиков в противоречивости их мышления. Более того, в не сохранившемся произведении он писал о гневе, который считал болезнью; неясно, был ли это трактат, посвященный именно этой теме. Комментарий к «Политии» Платона, автором которого зовут Тавр из Сидона, скорее всего, принадлежал ему. Все его работы утеряны; буквальные фрагменты сохранились только из комментариев «Тимей» и «Комментарий Политеи».